# Theodor Weissenberger
Theodor Weissenberger (Mühlheim am Main, 21 de dezembro de 1914 – Nürburgring, 11 de junho de 1950) foi um piloto alemão da Luftwaffe durante a Segunda Guerra Mundial. Voou mais de 500 missões de combate, nas quais abateu 208 aeronaves inimigas, o que fez dele um dos maiores ases da história da aviação. A maioria das suas vitórias foram alcançadas perto do Oceano Árctico, no sector norte da Frente Oriental, contudo também abateu 33 aeronaves inimigas na Frente Ocidental, incluindo 8 enquanto pilotava o avião a jato Messerschmitt Me 262.
Nascido em Mühlheim am Main, no Império Alemão, Weissenberger, que havia sido um piloto de planadores na sua juventude, voluntariou-se para a Luftwaffe em 1936. Depois da instrução e treino de voo, foi colocado na Jagdgeschwader 77 (JG 77) em 1941. Alcançou a sua primeira vitória aérea nos céus da Noruega, no dia 24 de Outubro de 1941. Depois de 23 vitórias como piloto de caça-pesado, foi condecorado com a Cruz Germânica em ouro, sendo depois transferido para a Jagdgeschwader 5 (JG 5) em Setembro de 1942. Nela, ele recebeu a Cruz de Cavaleiro da Cruz de Ferro no dia 13 de Novembro de 1942, depois da sua 38ª vitória.
Em Junho de 1943, Weissenberger foi nomeado Staffelkapitän do 7./JG 5. Depois da sua 112ª vitória, a 2 de Agosto de 1943, foi condecorado com a Cruz de Cavaleiro da Cruz de Ferro com Folhas de Carvalho. Em Março de 1944 passa a comandar o II./JG 5, que estava envolvido na Defesa do Reich. Em Junho de 1944 toma o comando do I./JG 5, que esteve envolvido no contra-ataque à Invasão da Normandia. Neste teatro de operações, Weissenberger obteve 25 vitórias, incluindo a sua 200ª vitória no dia 25 de Julho de 1944. Depois de receber formação e treino no Me 262, foi nomeado comandante do I./JG 7, a primeira unidade operacional de caças a jato da história, em Novembro de 1944. Promovido a Major, tomou o comando da JG 7 como Geschwaderkommodore em Janeiro de 1945, uma posição que manteve até ao cessar das hostilidades. Depois da guerra, no dia 11 de Junho de 1950, faleceu num acidente de carro quando de uma corrida automobilística em Nürburgring.

## Juventude e início de carreira
Weissenberger nasceu no dia 21 de Dezembro de 1914 em Mühlheim am Main, no Grão-Ducado de Hesse do Império Alemão. O seu irmão, Otto, também serviu na Luftwaffe como piloto. Voou pela primeira vez na vida no dia 16 de Novembro de 1935, ao pilotar um planador na Deutscher Luftsportverband. No dia 20 de Julho de 1941 realizou o seu 645° voo como piloto de planadores, totalizando 196 horas e 46 minutos no ar. A maioria destes voos foram realizados como instrutor nas montanhas de Rhön, Silesia e Baviera.
O seu serviço militar teve início no dia 19 de Outubro de 1936, na Flieger-Ersatz-Abteilung 14, em Detmold. Aqui, foi promovido a Feldwebel no dia 1 de Dezembro de 1940.

## Segunda Guerra Mundial
Weissenberger foi colocado numa unidade da linha da frente no dia 27 de Agosto de 1941, quase dois anos depois do início da Segunda Guerra Mundial. A sua unidade, a 1./JG 77, era uma unidade de caças-pesados (Zerstörer) Messerschmitt Bf 110. A unidade estava estacionada na Noruega, operando na área de Murmansk em apoio às operações finlandesas contra a União Soviética durante a Guerra da Continuação. A Alemanha considerava estas operações como parte de todo um conjunto de esforços bélicos contra a União Soviética, providenciando à Finlândia apoio material fundamental e cooperação militar. Neste teatro de operações, Weissenberger voou a sua primeira missão de combate, no dia 13 de Setembro de 1941.

### Frente no Árctico
No dia 24 de Outubro de 1941, Weissenberger alcançou a sua primeira vitória aérea, abatendo um Polikarpov I-153. Como reconhecimento, foi condecorado com a Cruz de Ferro de 2ª classe no dia 6 de Novembro de 1941. Foi promovido a Oberfeldwebel no dia 1 de Fevereiro de 1942. Durante esta fase da sua carreira militar, viu-se envolvido em vários problemas com os seus superiores devido à sua falta de disciplina; em algumas ocasiões, os seus camaradas tiveram mesmo que intervir para o salvar de ser punido. No dia 24 de Janeiro de 1942, Weissenberger e Max Franzisket voaram numa missão de ataque terrestre contra a linha ferroviária de Kirov. Weissenberger abateu a sua segunda aeronave às 13h35 e, às 13h40, um Hawker Hurricane, totalizando a sua terceira vitória.

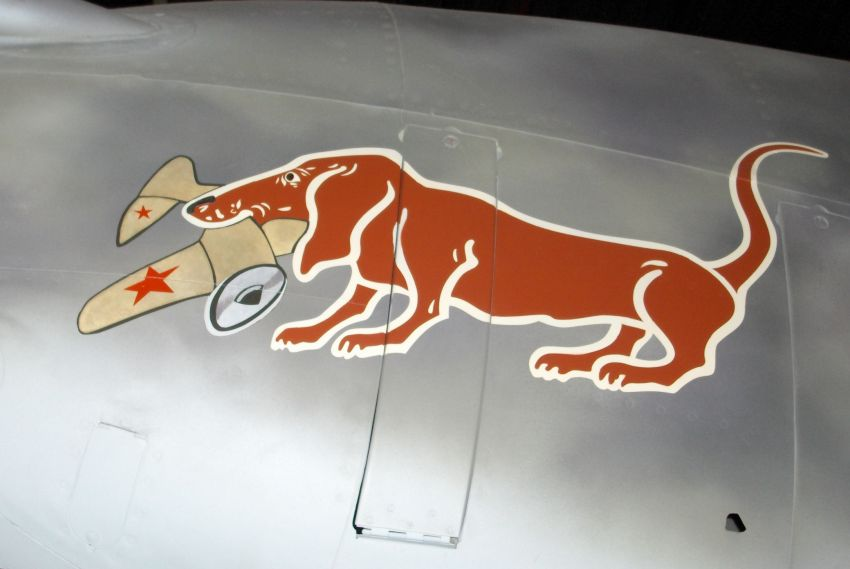
O 10./JG 5 era referido como "Dackelstaffel" (Esquadrão Dachshund). Os seus aviões Bf 110 tinham no seu nariz o emblema do esquadrão, um dachshund a morder um Polikarpov I-16.

Em Fevereiro de 1942, voou essencialmente missões de escolta a Junkers Ju 87 e Junkers Ju 88, que iam atacar portos marítimos em Ferosero, Polyarnoye e Murmansk. Weissenberger recebeu a sua Cruz de Ferro de 1ª classe no dia 17 de Fevereiro. No dia 25, abateu mais dois aviões Hurricane às 11:15 e às 11:22, as suas quarta e quinta vitórias. O seu Staffel (esquadrão) foi redesignado 10./JG 5 no dia 16 de Março de 1942, ficando subordinado à Jagdgeschwader 5. Em Abril de 1942 abateu mais 8 inimigos, três dos quais no dia 15 de Abril. No dia 25, às 7h20, Weissenberger descolou de Kirkenes para uma missão urgente de intercepção contra 20 bombardeiros soviéticos Petlyakov Pe-2. Ele abateu dois bombardeiros antes de ser atingido por um atirador soviético. O motor da asa direita começou a arder e ele foi forçado a cessar o ataque ao inimigo. De volta às linhas alemãs, conseguiu efectuar uma aterragem de emergência com sucesso.
Weissenberger tornou-se "às num dia" pela primeira vez no dia 10 de Maio de 1942, quando abateu cinco aeronaves inimigas, as vitórias 14, 15, 16, 17 e 18, entre as 16:45 e as 16:57, aquando duma missão de escola a um Junkers Ju 87. Estas vitórias foram efectuadas contra a unidade soviética 2 Gvardeyskiy Smeshannyy Aviatsionny Polk (2 GASP), que nesse dia perdeu dez aviões Hurricane e mais três ficaram danificados. Alcançou a sua vigésima vitória no dia 15 de Maio, quando abateu um Hurricane 4 km a oeste de Murmansk. Em Junho de 1942, a JG 5 recebeu mais um grupo, o VI. Gruppe, sob o comando do Capitão Hans Kriegel. Isto levou à re-designação de vários esquadrões. O esquadrão de Weissenberger foi renomeado como 13. Staffel, contudo permaneceu sob a alçada da JG 5. Ao seu promovido para Tenente (Leutnant), deixou de ser um militar de reserva e passou a fazer parte do activo, no dia 1 de Julho de 1942. Em Setembro foi transferido para o 6./JG 5, passando a pilotar o monoplano monomotor Messerschmitt Bf 109. Por esta altura, como piloto de caças-pesados, Weissenberger havia acumulado um total de 23 vitórias, além de também ter destruído 15 locomotivas, duas instalações antiaéreas, uma estação de rádio, uma estação ferroviária e vários alvos terrestres, prestação pela qual foi agraciado com a Cruz Germânica em ouro no dia 8 de Setembro de 1942.

### Cruz de Cavaleiro
A 6./JG 5 estava nesta altura estacionada em Petsamo, no Oblast de Murmansk. Weissenberger descolou para a sua primeira missão de combate com o Bf 109 às 14h00 do dia 15 de Setembro de 1942, depois de passar vários dias a familiarizar-se com esta nova aeronave. Esta missão consistiu numa missão de combate e patrulha nas imediações de Murmashi, na qual encontrou-se com aeronaves inimigas, resultando em mais duas vitórias, uma às 14h31 e outra às 14:33. Estas foram as primeiras vitórias com o Bf 109, totalizando 25 na sua carreira. Uma semana depois, no dia 22 de Setembro, Weissenberger e o 6./JG 5 foram novamente patrulhar aquele mesmo espaço aéreo. Durante esta nova missão, abateu mais três aeronaves, entre as 14h59 e as 15h05.
No dia 27 de Setembro de 1942, Weissenberger obteve cinco vitórias no decorrer de duas missões. Durante a primeira missão, abateu um Bell P-39 Airacobra às 11h36; na segunda missão, que começou às 15h00, deparou-se com uma formação inimiga composta por 30 aeronaves, tendo abatido 4 aviões Hurricane entre as 15h49 e as 15h56, um espaço de apenas 7 minutos. Pela segunda vez alcançou o estatuto de "às num dia", totalizando 33 vitórias aéreas. No dia 22 de Outubro de 1942, Weissenberger foi nomeado para uma missão de escolta a uma aeronave de reconhecimento. O motor do seu Focke-Wulf Fw 190 avariou-se perto de Murmansk, contudo, ele conseguiu voar até território controlado pelos alemães e saltou de paraquedas. Foi apanhado oito horas depois por um conjunto de militares alemães e foi levado de volta ao seu esquadrão. Devido a este evento, foi-lhe dada uma semana de descanso. No dia 30 de Outubro de 1942, voltou ao combate, e em duas missões nesse mesmo dia, voltou a alcançar o estatuto de "às num dia", abatendo três aeronaves na primeira missão e dois P-40 às 15h00 e às 15h06 na segunda missão. Isto elevou o seu total de vitórias para 38, sendo condecorado com a Cruz de Cavaleiro da Cruz de Ferro no dia 13 de Novembro de 1942.
Depois da pausa de inverno, provocada pelos condições extremas do clima do Árctico, Weissenberger voltou aos céus em força, tendo abatido 33 aeronaves inimigas entre o dia 6 e o dia 28 de Março de 1943. Neste período, por diversas vezes, ele abateu mais do que um inimigo por dia; no dia 10 de Março abateu seis, no dia 12 de Março abateu 5, e no dia 13 de Março abateu 4. Uma missão de ataque terrestre contra um aeródromo em Salmiyarvi, no dia 28 de Março, foi a sua última missão do mês. Weissenberger abateu mais três P-39 durante esta missão, porém também sofreu ferimentos devido a fogo de artilharia antiaérea, sendo forçado a efectuar uma aterragem forçada; foi recolhido por tropas alemães e voltou para território seguro a bordo de um Fieseler Fi 156. No dia 13 de Abril, uma formação de cinco aviões do 6. Staffel abateu 18 aeronaves soviéticas sem sofrer uma única baixa. Seis dos inimigos foram abatidos por Wissenberger entre as 17h05 e as 17h16. Isto elevou o teu total de vitórias para 77. No dia 13 de Maio, abateu mais quatro P-39, atingindo 86 vitórias, e foi promovido a Oberleutnant no dia 1 de Junho de 1943.

### Folhas de Carvalho

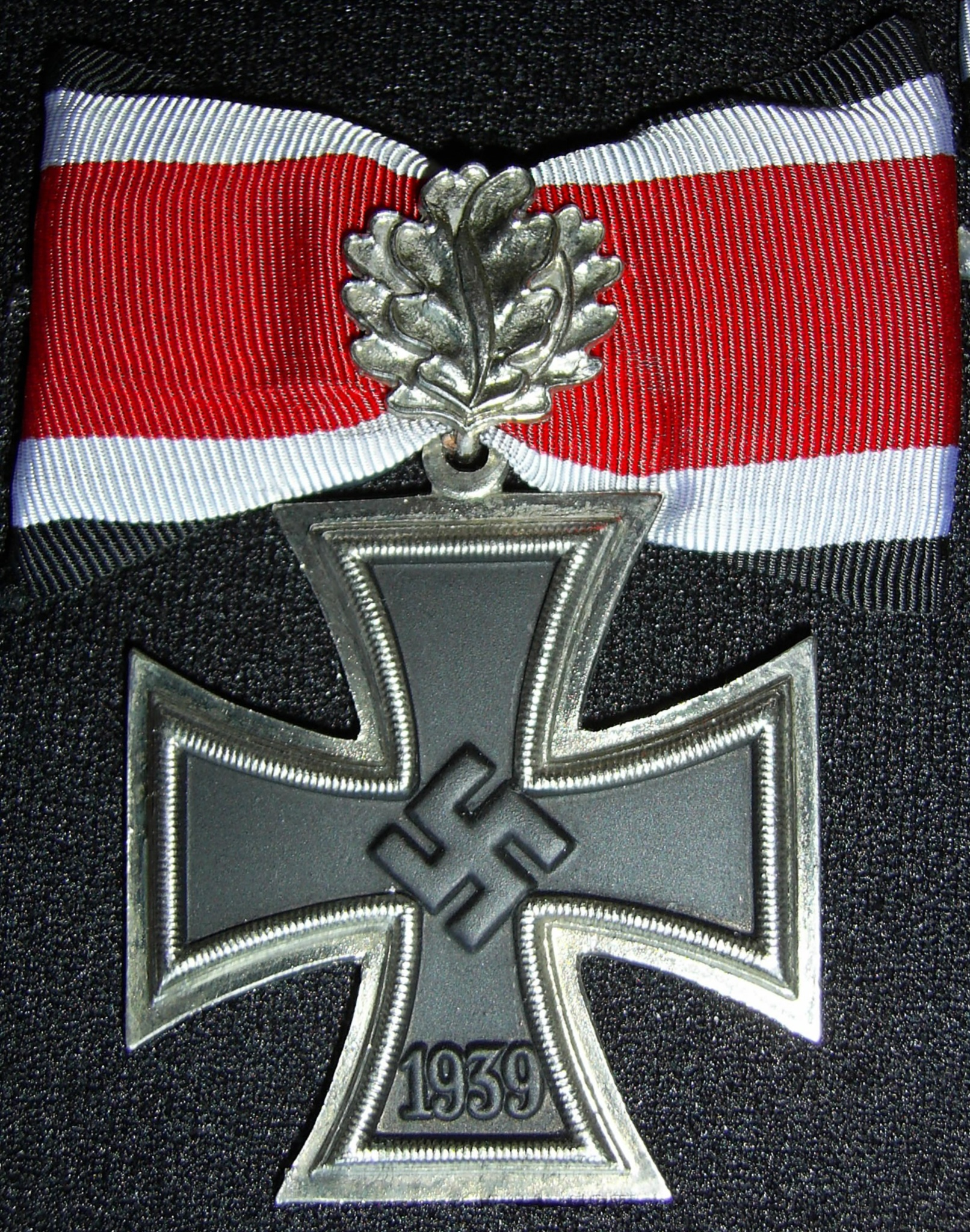
Cruz de Cavaleiro da Cruz de Ferro com Folhas de Carvalho

Weissenberger abateu mais cinco inimigos no dia 8 de Junho de 1943, a norte de Murmansk, entre as 17h15 e as 17h23, elevando o seu total para 91 vitórias. No dia 15 de Junho, foi nomeado Staffelkäpitan da 7./JG 5. Entre o período de 15 de Junho até 4 de Julho, o 7. Staffel abateu 122 aviões inimigos sob a liderança de Weissenberger. A maior carga num único dia ocorreu em 22 de Junho, dia no qual o seu esquadrão abateu 13 aviões, três dos quais pelas mãos do próprio Staffelkäpitan. Um dia depois, voltou a abater mais três, chegando às 97 vitórias.
No dia 4 de Julho de 1943, Weissenberger liderou o 7. Staffel em 20 vitórias, enquanto providenciava escolta a uma força naval alemã. Primeiro, Weissenberger abateu um Pe-2 às 21h07; depois deste encontro, cerca de 25 a 30 bombardeiros aliados foram avistados às 21h50. Weissenberger abateu mais um avião, um Ilyushin Il-2, às 21h54, alcançando a sua 100ª vitória. Nesta altura, era o 43º piloto da Luftwaffe a alcançar a marca centenária. O esquadrão regressou à sua base às 22h19 sem ter sofrido qualquer baixa durante o encontro. Weissenberger havia abatido sete aviões durante esta missão, totalizando 104 vitórias. No dia 10 de Julho de 1943, esta prestação de serviço valeu-lhe uma menção no Wehrmachtbericht, um boletim de informação emitido pela Wehrmacht.
No dia 25 de Julho de 1943, tornou-se pela quarta vez um "às num dia", abatendo cinco aviões. Depois de 112 vitórias, foi condecorado com a Cruz de Cavaleiro da Cruz de Ferro com Folhas de Carvalho no dia 2 de Agosto de 1943, tornando-se no 266º militar da Wehrmacht a receber esta honra. A condecoração foi dada por Adolf Hitler em pessoa, na Toca do Lobo, o quartel-general de Hitler em Rastenburg. Nesse dia, outros cinco oficiais da Luftwaffe também foram condecorados: o Hauptmann (Capitão) Egmont Prinz zur Lippe-Weißenfeld, Hauptmann Heinrich Ehrler, Oberleutnant Joachim Kirschner e o Hauptmann Werner Schröer também receberam as Folhas de Carvalho, e o Major Helmut Lent recebeu as Espadas.
Weissenberger foi colocado no comando do 6. Staffel no dia 14 de Setembro de 1943, e entre Outubro e Novembro abateu mais cinco inimigos, incluindo quatro no dia 3 de Novembro. No final de 1943, o II. Gruppe foi transferido para uma zona mais a sul, próxima à frente de guerra contra Leningrado. Em Janeiro de 1944, o II Gruppe estava subordinado à Luftflotte 2, no sector da Frente Oriental em apoio às batalhas em redor de Vitebsk. O esquadrão realizou missões de combate em Orsha e em Polotsk. Entre as 10:50 e as 10h58 da manha de 1 de Fevereiro de 1944, Weissenberger alcançou pela quinta vez o estatuto de "às num dia", elevando o seu total de vitórias para 124. No dia 28 de Fevereiro, contava com 140.
No final de Fevereiro de 1944, o II Gruppe foi transferido novamente, desta vez para a Letónia, e no dia 16 de Março Weissenberger alcançou a sua 141ª vitória. No dia 20, seguiram-se mais quatro vitórias, das quais duas contra o avião Il-2. A 25 de Março de 1944, tornou-se pela sexta vez "às num dia", feito que elevou o seu total de vitórias para 153. No final deste mês, o II. Gruppe foi transferido de volta para a região do árctico, com base em Alakurtti. Aqui, efectuaram missões defensivas contra a Ofensiva de Vyborg–Petrozavodsk.
Weissenberger foi nomeado Gruppenkommandeur no II. Gruppe da JG 5 no dia 26 de Março de 1944. No dia 4 de Abril, abateu três aeronaves inimigas, e no dia 9 de Abril mais quatro, elevando o seu total para 162 vitórias. No final de Abril de 1944, o II. Gruppe foi transferido para Jakobstadt, deixando a frente do árctico pela última vez. No dia 17 de Maio, mais quatro inimigos foram abatidos, e no dia seguinte mais três Yakovlev Yak-9, totalizando 175 vitórias; foram estas as suas últimas vitórias na Frente Oriental. No final de Maio de 1944, o II. Gruppe foi transferido para a campanha da Defesa do Reich, sendo transferido para o Aeródromo de Gardelegen, na Alemanha.

### Frente Ocidental
Weissenberger foi promovido a Hauptmann (Capitão) no dia 1 de Junho de 1944. No dia 3, chegou a Herzogenaurach para assumir o comando do I. Gruppe da JG 5. O anterior Gruppenkommandeur, o Major Horst Carganico, havia falecido num acidente aéreo no dia 27 de Maio de 1944. Três dias depois de Weissenberger assumir o comando, os aliados deram início à Invasão da Normandia. Para contra-atacar as forças invasoras, elementos do I./JG 5 foram transportados, nesse mesmo dia, por comboio até França. Os pessoal de manutenção viajou de Junkers Ju 52 para um aeródromo em Montdidier, 35 km a sul de Amiens. No dia seguinte, Weissenberger levou o I. Gruppe para combate, tornando-se pela sétima vez "às num dia" no seu primeiro dia de combate na Frente Ocidental. A sua vitória n.º 176 foi contra um Republic P-47 Thunderbolt, abatido às 09h05; a seguir, abateu mais dois P-47 vinte minutos depois. O I. Gruppe voltou a entrar em combate durante a tarde, acto que resultou no abate de mais 12 aviões P-47. Durante este encontro, que terminou às 17h39, Weissenberger abateu mais dois P-47.
No dia 8 de Junho os últimos elementos do I. Gruppe chegaram a Montdidier, completando a unidade. No final da tarde, Weissenberger abateu dois P-47, totalizando 182 vitórias. O aeródromo em Montdidier sofreu um forte bombardeamento no dia 11 de Junho, seguido de outro forte ataque no dia seguinte, resultando na destruição parcial do aeródromo. Neste mesmo dia 12, Weissenberger descolou às 06:00 para contra-atacar a ofensiva aliada, abatendo três P-47. Ao abater o último, o motor do seu Bf 109 G-5 foi atingido, forçando-o a aterrar de emergência. O aeródromo em Montdidier ficou incapaz de continuar a ser usado, forçando o I. Gruppe a ser transferido para Péronne, depois para Chauny, um aeródromo montado temporariamente entre Noyon e Tergnier. Constantes ataques contra o aeródromo alemão forçaram a unidade a ser transferida em Julho de 1944, desta vez para Frières, nos arredores de Laon.
O II. Gruppe voltou a voar no dia 6 de Julho de 1944, numa missão de patrulha aérea, a qual resultou no abate de três aviões Lockheed P-38 Lightning. Weissenberger abateu dois deles, o primeiro às 8h48 e o segundo às 8h49, combate que teve lugar uma zona a sul de Cambrai. No dia seguinte, o grupo descolou em direcção ao sul de Rosières, onde se depararam com uma forma de entre 15 a 20 aviões P-47. Neste encontro, Weissenberger abateu três aeronaves, chegando ao total de 190 vitórias. O grupo ficou uns dias a descansar e, a 13 de Junho, foram ordenados a intervir numa formação de caças-bombardeiros que atacavam as posições alemãs na área de Rouen - Bernay - Évreux. Durante esta intervenção, Weissenberger abateu um Hawker Typhoon às 18:24, perto de Trouville, e outro dois minutos depois. No dia seguinte, foram destacados para atacar uma posição inimiga perto de Caen. Aquando da investida, a formação alemã viu-se rapidamente cercada por uma série de aliados em aviões Supermarine Spitfire e P-47. A voar a 10 metros de altitude, Weissenberger conseguiu abater um Spitfire a sul de Bayeux.
No dia 15 de Julho de 1944, o comandante do II. Jagdkorps, o Tenente-general Alfred Bülowius, acompanhou o Tenente-coronel Herbert Ihlefeld numa inspecção ao aeródromo do II. Gruppe. No dia 17 de Julho, Weissenberger liderou o seu grupo numa série de missões de combate na área de Caen, porém sem encontrar qualquer aeronave inimiga. Na última missão do dia, tendo descolado às 19h00, encontrar bombardeiros inimigos entre Caen e Le Mesnil. Durante o combate aéreo que se seguiu, o grupo perdeu três pilotos sem ter abatido qualquer aeronave. No dia 19 de Julho de 1944, o I. Gruppe foi destacado para cobrir a Jagdgeschwader 2 e a Jagdgeschwader 26. Durante esta missão, Weissenberger abateu quatro aviões inimigos: às 20h22 abateu o primeiro Typhoon a norte de Lisieux, um minuto depois abateu outro, e o terceiro foi abatido às 20h25; a quarta vitória foi contra um P-51 Mustang, às 20h35.
No dia 25 de Julho de 1944, o grupo foi novamente ordenado para uma missão de patrulha aérea na área de Caen. Weissenberger descolou às 10:30, e às 11:00 o grupo avistou vários Spitfire nas imediações de Rouen. No embate aéreo entre as duas forças, a uma altitude de 3800 metros, Weissenberger abateu um Spitfire a sul de Rouen; esta foi a sua vitória 199. Dois minutos depois, às 11h02, ele abateu a sua 200ª aeronave inimiga. Este feito fez com que fosse mencionado pela segunda vez no Wehrmachtbericht do dia 26 de Julho de 1944. Weissenberger foi dispensado no dia 30 de Julho e foi gozar férias em Bad Wiessee.
O seu I. Gruppe foi transferido para Winstorf para também usufruir de um período de descanso e também para poderem treinarem no novo Bf 109 G-14. A tripulação de terra foi transferida para o II. Gruppe da Jagdgeschwader 6. O treino terminou em Outubro de 1944 e o I. Gruppe foi extinto, tornando-se no III. Gruppe da JG 6 no dia 14 de Outubro. No dia 24 de Outubro, Weissenberger foi chamado a Königsberg in der Neumark, na Polónia. Aqui, foi-lhe dado o comando de recém-formado I. Gruppe da Jahsgeschwader 7 "Nowotny".

### Pilotando o Messerschmitt Me 262

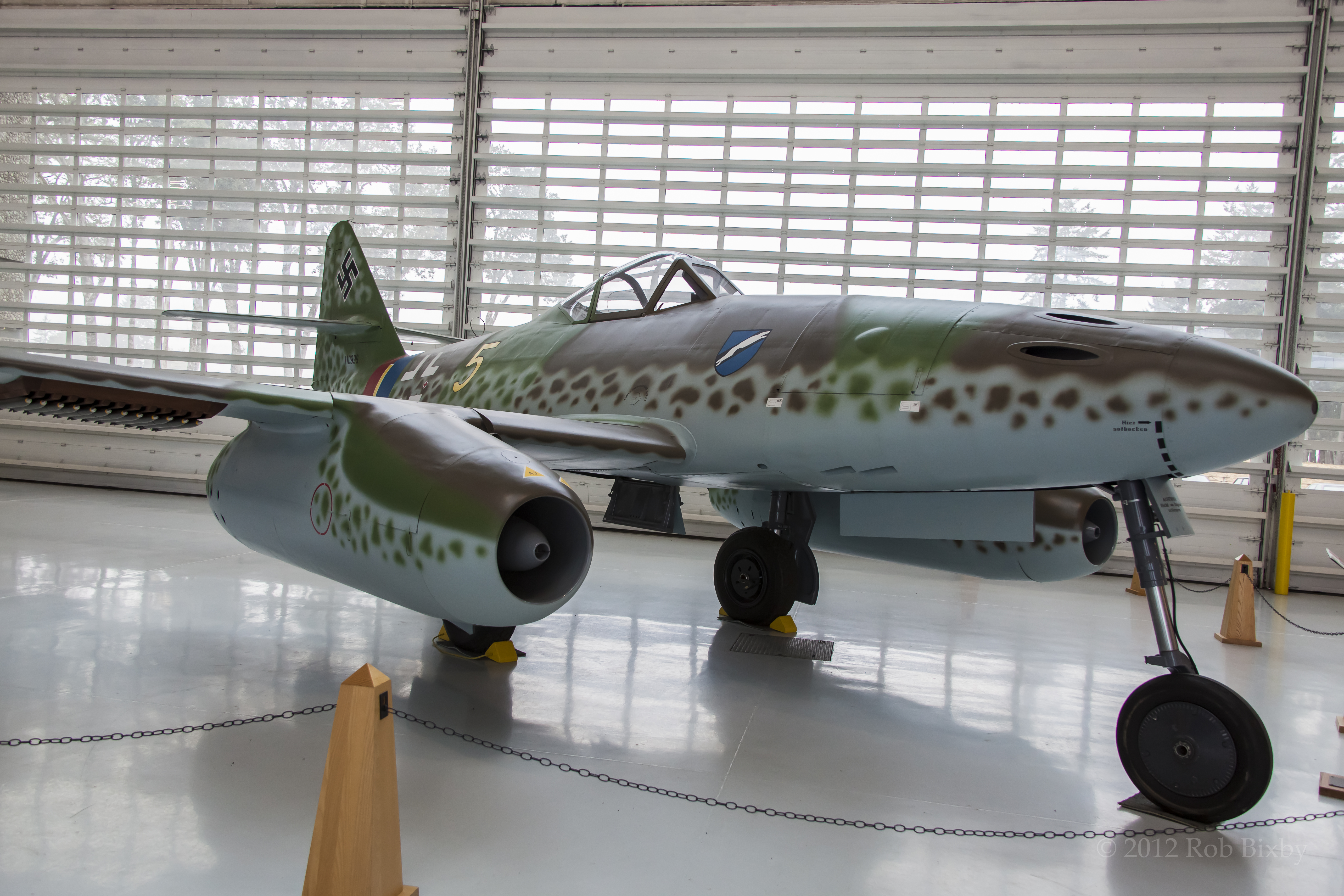
Um Me 262 da JG 7, muito similar ao avião que Weissenberger pilotava, em exposição no Museu da Aviação e do Espaço de Evergreen.

A JG 7 "Nowotny" foi a primeira unidade operacional de caças a jato do mundo, tendo sido baptizada com o nome de Walter Nowotny, que foi morto em combate no dia 8 de Novembro de 1944. Nowotny, um piloto de caças com 258 vitórias e condecorado com a Cruz de Cavaleiro da Cruz de Ferro com Folhas de Carvalho, Espadas e Diamantes, estava na altura a testar o Messerschmitt Me 262 para que pudesse ser tirado o melhor proveito da aeronave em condições operacionais. A JG 7 foi equipada com caças Me 262, uma aeronave bem armada e mais rápida que qualquer aeronave dos aliados. O General der Jagdflieger Adolf Galland tinha esperanças que o Me 262 pudesse compensar no esforço de guerra, dando aos pilotos alemães uma melhor hipótese de contra-atacar a superioridade numérica dos aliados. No dia 12 de Novembro de 1944, o Oberkommando der Luftwaffe ordenou que a JG 7 fosse equipada com caças Me 262; no seguimento desta ordem, Galland nomeou o Coronel Johannes Steinhoff como o primeiro Geschwaderkommodore.
A Jagdgeschwader 7 "Nowotny" foi inicialmente criada com o quartel-general e um grupo em Brandenburg-Briest, a partir do que restava do Kommando Nowotny. O I. Gruppe foi criado no dia 27 de Novembro com pilotos e pessoal de manutenção do II. Gruppe da Jagdgeschwader 3, e foi colocado sob o comando de Weissenberger. Weissenberger nomeou Hans Grünberg, Fritz Stehle e Hans Waldmann como Staffelkapitäne do primeiro, segundo e terceiro esquadrão respectivamente. Na passagem de ano de 1945, Weissenberger casou-se com Cilly Vogel em Langenselbold, perto de Hanau. O padrinho de casamento foi o seu antigo camarada da JG 5 e amigo Walter Schuck. Schuck sucedeu a Waldmann no comando do 3. Staffel, depois de Waldmann ter falecido num acidente aéreo no dia 18 de Março de 1945.
Weissenberger foi promovido a Major no dia 1 de Janeiro de 1945 e substituiu Steinhoff como Geschwaderkommodore da JG 7. Tanto Galland como Steinhoff foram dispensados e retirados dos seus serviços depois da Revolta dos Pilotos de Caças no início de 1945.
Sob o seu comando, a JG 7 alcançou algum sucesso antes do cessar das hostilidades na Europa, no dia 8 de Maio de 1945. No dia 18 de Março de 1945, a JG 7 "Nowotny" abateu 25 bombardeiros Boeing B-17 Flying Fortress nos céus de Berlim, entre os quais três pela mão de Wissenberger. No total, ele alcançou oito vitórias pilotando o Me 262, sete B-17 e um P-51. Weissenberger sobreviveu à guerra com um total de 208 vitórias aéreas (incluindo 33 na Frente Ocidental) em mais de 500 missões de combate.

## Pós-guerra

O circuito de Nürburgring. O acidente de Weissenberger ocorreu nas imediações Metzgesfeld (canto superior esquerdo)

Weissenberger tornou-se piloto de automóveis depois da guerra, tendo falecido no circuito de Nürburgring, no dia 11 de Junho de 1950, quando o seu BMW 238 modificado sofreu um acidente na primeira volta da XV Eifelrennen, uma corrida de Formula 2.

## Sumário da carreira

### Condecorações
Weissenberger recebeu as seguintes condecorações:
- Cruz de Ferro (1939)
  - 2ª classe  (6 de Novembro de 1941)[21]
  - 1ª classe (17 de Fevereiro de 1942)[21]
- Troféu de Honra da Luftwaffe, no dia 1 de Julho de 1942, como Oberfeldwebel e piloto[22][Nota 3]
- Cruz Germânica em Ouro, no dia 8 de Setembro de 1942 como Oberfeldwebel e piloto na JG 5[23]
- Cruz de Cavaleiro da Cruz de Ferro com Folhas de Carvalho
  - Cruz de Cavaleiro, no dia 13 de Novembro de 1942, como Leutnant e piloto na 6./JG 5[24][25][26]
  - Folhas de Carvalho (266ª), no dia 2 de Agosto de 1943, como Oberleutnant e Staffelkapitän na 7./JG 5[24][27][28]
- Mencionado duas vezes no Wehrmachtbericht

Além das condecorações recebidas, Weissenberger foi proposto, por Steinhoff, para receber a Cruz de Cavaleiro da Cruz de Ferro com Folhas de Carvalho e Espadas (em alemão: Ritterkreuz des Eisernen Kreuzes mit Eichenlaub und Schwertern), depois da sua 200ª vitória aérea. A proposta foi recebida pelo Oberkommando der Luftwaffe no dia 29 de Janeiro de 1945, mas foi recusada no dia 20 de Fevereiro de 1945. À época, eram necessárias 240 vitórias para que um militar pudesse receber as Espadas.

### Menções no Wehrmachtbericht
| Data                | Texto original do Wehrmachtbericht, em alemão | Tradução em português |
| ------------------- | --- | --- |
| 10 de Julho de 1943 | Deutsche Jäger schlugen in der vergangenen Nacht den Angriffsversuch feindlicher Torpedoflugzeuge auf ein Geleit in den Gewässern des hohen Nordens ab und vernichteten ohne eigene Verluste 20 feindliche Flugzeuge. Hierbei erzielte Leutnant Weissenberger sieben Luftsiege. | Caças alemães eliminaram um avião torpedeiro inimigo que atacaria um comboio de navios alemães, abatendo no decorrer da missão 20 aeronaves inimigas sem sofrer uma única baixa. O Tenente Weissenberger abateu 7 aeronaves neste combate. |
| 26 de Julho de 1944 | Hauptmann Weissenberger, Gruppenkommandeur in einem Jagdgeschwader, errang an der Ostfront seinen 200. Luftsieg. | O Capitão Weissenberger, comandante de um esquadrão numa asa de combate, alcançou a sua 200ª vitória aérea na Frente Ocidental. |

### Promoções
| 1 de Dezembro de 1940:  | Feldwebel (sargento de reserva)     |
| 1 de Fevereiro de 1942: | Oberfeldwebel (sargento de reserva) |
| 1 de Julho de 1942:     | Leutnant (segundo-tenente)          |
| 1 de Junho de 1943:     | Oberleutnant (primeiro-tenente)     |
| 1 de Junho de 1944:     | Hauptmann (capitão)                 |
| 1 de Janeiro de 1945:   | Major (major)                       |